# ميلهاوس فان هوتين
ميلهاوس فان هوتين هو شخصية خيالية في المسلسل الأمريكي ذا سيمبسونز، يؤدي صوته الممثلة الأمريكية باميلا هايدن.